# SMCO3
SMCO3 (англ. Single-pass membrane protein with coiled-coil domains 3) – білок, який кодується однойменним геном, розташованим у людей на 12-й хромосомі. Довжина поліпептидного ланцюга білка становить 225 амінокислот, а молекулярна маса — 24 877.
| 10         |  | 20         |  | 30         |  | 40         |  | 50         |
| ---------- |  | ---------- |  | ---------- |  | ---------- |  | ---------- |
| MAQSDFLYPE |  | NPKRREEVNR |  | LHQQLLDCLS |  | DSFDVTNKLT |  | EVLNMHLGCR |
| LASIEMKRDG |  | TIKENCDLII |  | QAIMKIQKEL |  | QKVDEALKDK |  | LEPTLYRKLQ |
| DIKEKETDKI |  | AIVQKVISVI |  | LGEATSAASA |  | VAVKLVGSNV |  | TTGIINKLVT |
| VLAQIGASLL |  | GSIGVAVLGL |  | GIDMIVRAIL |  | GAVEKTQLQA |  | AIKSYEKHLV |
| EFKSASEKYN |  | HAITEVINTV |  | KHQMK      |  |            |  |            |

A: Аланін

C: Цистеїн

D: Аспарагінова кислота

E: Глутамінова кислота

F: Фенілаланін

G: Гліцин

H: Гістидин

I: Ізолейцин

K: Лізин

L: Лейцин

M: Метіонін

N: Аспарагін

P: Пролін

Q: Глутамін

R: Аргінін

S: Серин

T: Треонін

V: Валін

Локалізований у мембрані.